# SMS Seydlitz
Le SMS Seydlitz est un croiseur de bataille de la Marine impériale allemande. Il est nommé ainsi en l'honneur du général de cavalerie Friedrich Wilhelm von Seydlitz, qui s'est illustré sous Frédéric le Grand, notamment contre les Français, à la bataille de Rossbach (1757).
C'est le quatrième croiseur de bataille allemand construit à Hambourg par les chantiers Blohm & Voss. Lancé en mars 1912, mis en service en mai 1913, il a coûté 44 685 000 marks-or. Il est intégré dans le 1er groupe de reconnaissance (I. Aufklärungsgruppe) de la flotte de haute mer (Hochseeflotte) commandé par l'amiral Hipper dont il porte la marque de juin 1914 à fin novembre 1917, hormis les quelques mois où elle est portée par le SMS Lützow, et après sa mise hors de combat au Jutland, par le SMS Moltke, le SMS Seydlitz subissant de longs mois de réparations.

## Caractéristiques
Le Seydlitz est armé, comme ses prédécesseurs de la classe Moltke, de dix canons de 280 mm SK L/50 répartis sur cinq tourelles (une à l'avant, deux à l'arrière, et deux tourelles centrales, en abord et en « échelons »), d'une batterie de douze canons de 150 mm, douze canons de 88 mm et, en outre, de 4 lance-torpilles de 500 mm. Son blindage est un peu plus épais (la ceinture cuirassée atteint 300 mm, au lieu de 270 mm). Plus lourd d'environ 3 000 tonnes (son gaillard d'avant est d'un pont plus élevé, pour accroître le franc-bord à l'avant), il est plus long d'une quinzaine de mètres, et ses machines, comptant trois chaudières de plus, développent 10 000 ch supplémentaires, ce qui lui donne 1 nœud de plus en vitesse maximale.
Sur le papier, les croiseurs de bataille britanniques de la classe Lion sont plus lourds, plus rapides, plus puissamment armés (leurs canons tirent des obus de 343 mm) et ne lui cèdent, conformément aux idées de leurs concepteurs respectifs, que pour le blindage limité à 229 mm, tant pour la ceinture blindée que pour les barbettes et les tourelles d'artillerie principale.

## Service
Commandé par le capitaine de vaisseau (Kapitän zur See) Moritz von Egidy, le SMS Seydlitz a participé aux bombardements de villes anglaises de la côte est de la mer du Nord, en décembre 1914, où il fut atteint par le tir en riposte des batteries côtières devant Hartlepool (en). Il a conduit la ligne des croiseurs de bataille allemands à la bataille du Dogger Bank. Les navires allemands y ont concentré leur tir sur le HMS Lion, navire amiral du vice-amiral David Beatty, qui conduisait la 1re escadre de croiseurs de bataille britannique, et l'ont touché à plusieurs reprises. Le SMS Seydlitz reçoit toutefois un obus qui perce la barbette d'une des tourelles arrière et met le feu aux charges qui s'y trouvent, mais celles-ci n'explosent pas. L'incendie qui se propage à la seconde tourelle arrière tue un grand nombre des servants des deux tourelles, mais le noyage des soutes sauve le bâtiment d'une perte totale,. La Kriegsmarine donne plus tard le nom de l'officier-marinier qui a exécuté l'ordre au péril de sa vie à un destroyer. La tourelle avant du HMS Lion est détruite dans des conditions comparables, mais l'incendie est beaucoup moins violent et les pertes beaucoup plus réduites. C'est pourquoi, si la marine impériale allemande prend des mesures pour éviter le renouvellement de telles catastrophes, ce n'est pas le cas à bord de la flotte des croiseurs de bataille britanniques, ce qui explique pour partie ce qui est arrivé le 31 mai 1916,   

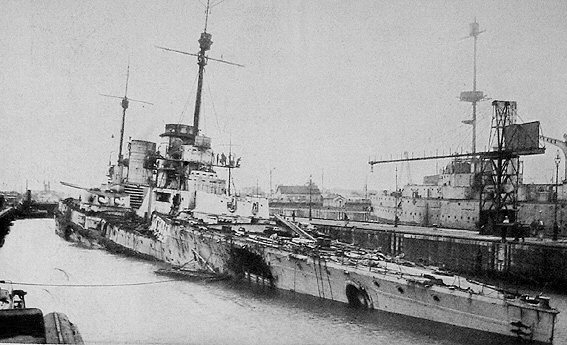
Le Seydlitz après la bataille du Jutland.

Au Jutland, les croiseurs de bataille du vice-amiral Hipper infligent des pertes terribles aux croiseurs de bataille britanniques puisqu'ils en coulent trois sur neuf, le HMS Indefatigable, le HMS Queen Mary, et le HMS Invincible. Mais ils souffrent aussi énormément des coups reçus, principalement des cuirassés armés de canons de 381 mm.
Sans qu'il ait conduit l'escadre allemande, comme cela a été le cas au Dogger Bank, le SMS Seydlitz est au cœur de tous les combats, pendant la « Course au sud » où il contribue, avec le SMS Derfflinger, à la destruction du HMS Queen Mary et encaisse une torpille , pendant la « Course au nord » face aux cuirassés de la 5e escadre de bataille de la classe Queen Elizabeth,  aux canons de 381 mm, pendant la charge des croiseurs de bataille allemands, dans la soirée, face aux cuirassés de la Grand Fleet, et notamment le HMS Royal Oak de la classe Revenge, armé aussi de canons de 381 mm, enfin dans les derniers combats, à la nuit tombante. L'équipage a 98 de ses membres tués et 55 blessés. Le navire a tiré 376 obus de ses batteries principales et a marqué environ 10 coups.
Ainsi, le SMS Seydlitz rentre au port après avoir encaissé huit obus de 381 mm, six de 343 mm, huit de 305 mm et une torpille. Une soute à munitions explose, deux incendies ravagent une partie du bateau, son gaillard d'avant se retrouve au niveau de l'eau car il a embarqué 5 308 tonnes d'eau et il ne reste qu'une seule tourelle de 280 mm opérationnelle, mais il parvient tout de même à rentrer à Wilhelmshaven, en marche arrière et aidé de remorqueurs. Il est réparé jusqu'en septembre 1916. 
Avec les quatre autres croiseurs de bataille, les plus puissants cuirassés, les plus modernes croiseurs et de nombreux torpilleurs et destroyers de la flotte de haute mer allemande, il est interné à Scapa Flow en Écosse à la fin novembre 1918 avant d'être coulé lors du sabordage de la flotte allemande fin juin 1919.